# 伯蘭

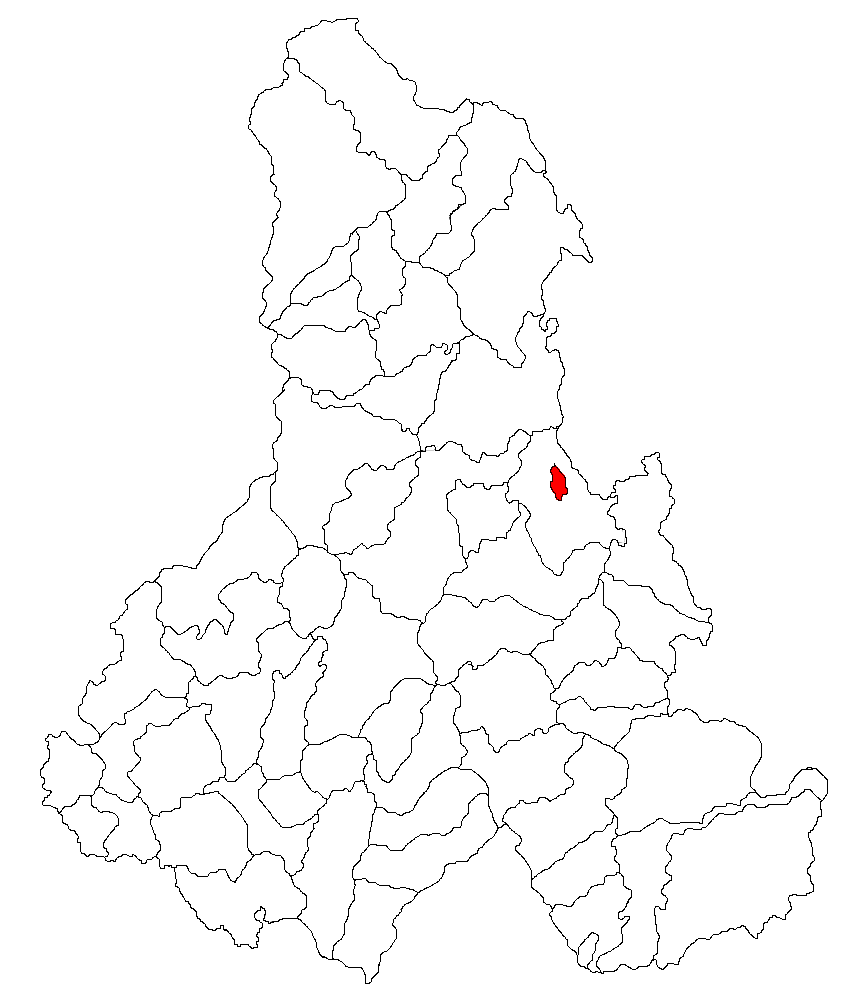

伯蘭是羅馬尼亞的城鎮，位於該國東部，距離首府米耶爾庫雷亞丘克31公里，由哈爾吉塔縣負責管轄，面積2.33平方公里，海拔高度860米，2009年人口7,602，大多數居民信奉東正教。